# Nepotilla marmorata
Nepotilla marmorata é uma espécie de gastrópode do gênero Nepotilla, pertencente a família Raphitomidae.